# Религиозный копинг
Религиозный копинг — обращение к религии при переживании жизненных трудностей, поиск социальной поддержки в группе единоверцев. Данный тип совладания включает в себя внутреннее (при помощи собственной системы ценностей, убеждений, намерений и действий), горизонтальное (в основе - связь между людьми благодаря их общей идентичности в общине единоверцев) и вертикальное (осуществляемое за счет отношений между человеком и Творцом) совладание. Религиозный копинг — условно адаптивный вариант в когнитивной сфере (задействует формы мышления, направленные на оценку трудностей по сравнению с другими жизненными событиями).

## Классификации копинг-стратегий
Интерес к копинг-стратегиями у психологов возник не так давно и, на данный момент, единой классификации не существует. Для систематизации имеющихся на данный момент подходов, уже прилагаются усилия по классификации самих классификаций. При этом, большинство исследователей не упоминают религиозный копинг как отдельную стратегию совладания с трудными жизненными ситуациями.
Существующие классификации копинг-стратегий: 
- проблемно-фокусированные / эмоционально фокусированные копинг-стратегии
- когнитивные / поведенческие / эмоциональные копинг-стратегии
- эффективные / неэффектиные копинг-стратегии
- копинг-стратегии как степень контроля над ситуацией

## Классификации религиозного копинга
Широко известных классификаций религиозного копинга, на данный момент, всего две, так как данный термин был введен в начале XX века и к настоящему времени психологи, работающие в данной области, только начинают разрабатывать собственные классификации.

### Классификация К. Паргамента
Кеннет Паргамент предложил следующую классификацию:
1. Совместный копинг — решение психологических проблем совместно с Богом;
2. Подчиненный копинг — предоставление своих проблем воле Бога;
3. Самостоятельный копинг — стремление решить проблемы собственными силами, без обращения к Богу.
4. Также К. Паргамент выделил четыре позиции терапевта в их отношении к связи религии с психотерапевтической практикой: «реджектионист» (отрицающий наличие связи религии и психотерапевтической практики), «эксклюзивист» (работающий исключительно с верующими людьми), «конструктивист» (использующий исключительно логическое объяснение событий), «плюралист»(верующий в несколько начал бытия)..

## Современные исследования в России
В исследовании Николаева Е. Л. и Лазаревой Е. Ю. «Религиозность и социальная поддержка у больных с хроническими сердечно-сосудистыми заболеваниями», показало, что больные пороками сердца больше, чем другие группы больных, отождествляют религию с поддержкой и утешением. Самый высокий уровень веры в соответствии с их самооценкой среди больных сердечно-сосудистых заболеваниями и значительно превышает аналогичный показатель у здоровых. Люди с гипертонической болезнью демонстрируют самые низкие показатели уровня веры среди всех больных сердечно-сосудистыми заболеваниями. Они больше воспринимают религию как философскую концепцию и верят в магические ритуалы и в меньшей степени, чем другие группы больных, воспринимают религиозное учение образцом моральных норм поведения. Они также проявляют наименьший интерес к псевдонаучным знаниям и непознанным явлениям и имеют самую низкую внутреннюю потребность в вере среди всех больных. Для больных ишемической болезнью сердца характерен высокий уровень восприятия религии как образца моральных норм человеческой жизни. Вопросы нравственности в религии имеют для них большое значение.
Сирота Н. А. и Фетисова Б. А. исследовали особенности совладающего поведения женщин больных раком молочной железы с внешне видимым послеоперационным дефектом и при его отсутствии. Результаты исследования показали, что женщины с внешне видимым послеоперационным дефектом, в сравнении с женщинами без него, используют в своем поведении стратегию «отрицательный религиозный копинг», которая служит снятию психического напряжения. Проявляется в виде духовных напряжений и сомнений, ощущения внутренней неуверенности, имеется вероятность возникновения конфликтов и стремление к борьбе с окружающими людьми и высшими силами.

## Совладание с психическими расстройствами
Религиозная копинг-стратегия, может способствовать редукции депрессивных расстройств, особенно в пожилом возрасте Австралийские исследователи показали, что вера и религиозные убеждения в совокупности с религиозным поведением благоприятно влияют на течение депрессии в пожилом возрасте; стоит отметить, что пожилые люди с физической немощью чаще обращаются к религии. Исследования показали, что у истинно верующих людей ремиссия при депрессивном расстройстве наступает быстрее. У людей, больных депрессией, которые, согласно тестам, имеют более высокий балл по шкале истинной религиозности, ремиссии наступали быстрее, чем у лиц с более низкими баллами.
Согласно исследованиям, обращение к религиозному копингу учащается в случае тяжелой болезни или приближения к смерти
Многие пожилые люди выбирают религию как копинг-стратегию в случае утраты близкого человека, которая, как правило, сопровождается переоценкой ценностей. В данном случае религия является источником утешения
Доктор медицинских наук Ю. И. Полищук указал на значительный терапевтический потенциал религиозной веры, ее профилактическое и реабилитационное значение, и отметил важность религиозной стратегии совладания, при которой смирение, покорность и терпение «создают эффект духовно-психологической защиты, играют „психоамортизационную роль“ перед лицом психотравмирующих воздействий, событий»
Смирнова Е. Т. указывает на обеспечение психотерапевтическими функциями религии переориентацию неудовлетворенных потребностей и чувств на религиозные объекты; это создает новое состояние с оптимизацией психического настроя.